# Il ponte (film 1977)
Il ponte (El puente) è un film spagnolo del 1977 diretto da Juan Antonio Bardem.

## Riconoscimenti
- 1972 - Festival cinematografico internazionale di Mosca
  - Gran Premio